# Ante Marković
Ante Marković (in cirillico: Анте Марковић?; Konjic, 25 novembre 1924 – Zagabria, 28 novembre 2011) è stato un politico jugoslavo.
Fu l'ultimo Primo ministro della Repubblica Socialista Federale di Jugoslavia.

## Biografia
Marković, che era un croato di Bosnia, nacque a Konjic (al tempo Regno dei Serbi, Croati e Sloveni, ora Bosnia ed Erzegovina). Si laureò presso il Dipartimento di Elettrotecnica della Facoltà Tecnica dell'Università di Zagabria nel 1954.

## Carriera politica

### Presidente della Croazia
Nel 1986 divenne presidente della Repubblica Socialista di Croazia, (diventando così il 7º Presidente Croato), sostituendo Ema Derosi-Bjelajac. Mantenne la carica fino al 1988 quando fu sostituito da Ivo Latin.

### Primo ministro della Jugoslavia
Marković divenne primo ministro jugoslavo nel marzo 1989 a seguito delle dimissioni di Branko Mikulić. Dopo che tale decisione era diventata pubblica, gli Stati Uniti avevano anticipato la loro cooperazione con Marković, riconosciuto come "favorevole alle riforme in direzione del mercato". La BBC dichiarò che egli era "il migliore alleato di Washington in Jugoslavia ". Alla fine dell'anno, Marković, in obbedienza alle direttive del Fondo Monetario Internazionale, lanciò un nuovo e ambizioso programma di riforme economiche senza precedenti, tese al superamento del socialismo autogestionario, su cui si basava l’economia iugoslava; tra cui la stabilizzazione della moneta e le privatizzazioni, così come un programma di liberalizzazione degli scambi limitati. Il risultato della sua riforma monetaria fu un arresto temporaneo dell'inflazione che portò ad un aumento di breve durata nei livelli di vita, altrimenti in forte calo. Tuttavia, la breve durata dell'effetto delle riforme economiche intraprese da Marković portò a un declino nel settore industriale della Jugoslavia. Numerosi fallimenti si verificarono poiché le imprese statali si trovavano a competere in un contesto di mercato più libero, un fatto più tardi contestato a Marković dai suoi molti oppositori politici nazionalisti etnici. Nel 1990, il tasso annuo di crescita del PIL scese a -7,5%. Nel 1991, il PIL diminuì di un ulteriore 15 per cento e la produzione industriale diminuì del 21 per cento.
Ben presto divenne il beniamino dei circoli liberali che volevano che la Jugoslavia si trasformasse in una moderna federazione democratica.
Nel luglio 1990 formò l'Unione delle Forze Riformiste di Jugoslavia (Savez reformskih snaga Jugoslavije), un partito socio-liberalista che sosteneva una riforma politica della federazione jugoslava.